# Suszec Günthera
Suszec Günthera, zagrzebka afrykańska, zagrzebka Günthera (Nothobranchius guentheri) – gatunek ryby z rodziny Nothobranchiidae występujący w słodkich wodach w Afryce Środkowej.

## Wygląd
Długość ciała do 5 cm. Wyraźny dymorfizm płciowy. Samce czerwono-niebieskie, samice koloru cielistego.

## Rozwój
Zagrzebka afrykańska żyje w często wysychających zbiornikach wodnych, w związku z tym jej rozwój jest bardzo szybki. Młode osiągają dojrzałość płciową już po 3–4 tygodniach, po czym codziennie składają ikrę. Żyją jedynie kilka miesięcy, do momentu kolejnego wyschnięcia zbiornika wodnego. Ikra jest w stanie przetrwać czas suszy i wraz z napełnieniem zbiornika wylęga się nowe pokolenie.